# Az Air France 447-es járatának katasztrófája

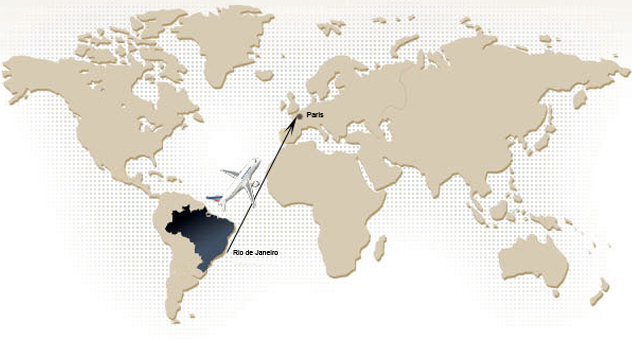
A 447-es járat repülési útvonala

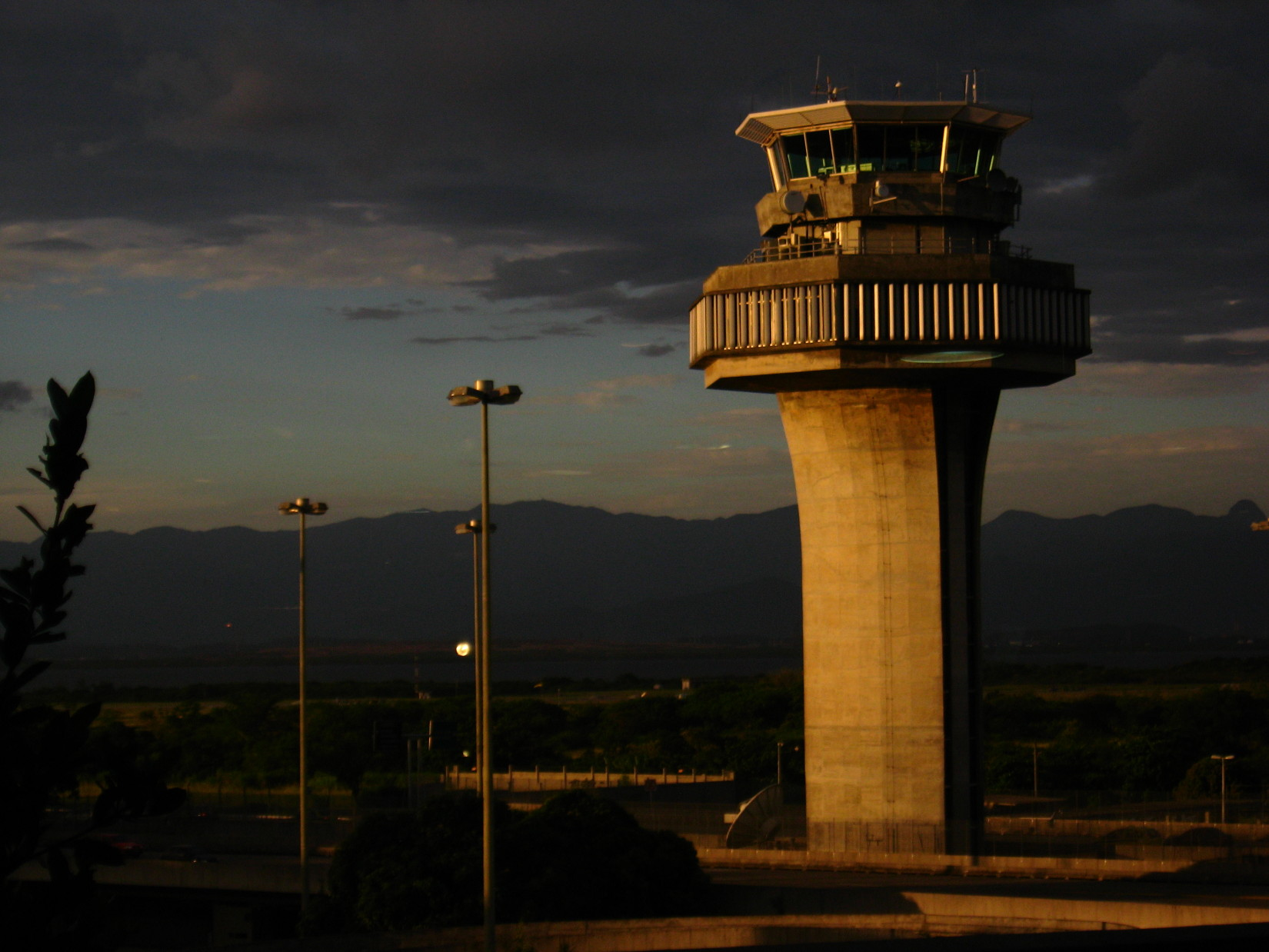
A Rio de Janeiro-Galeão nemzetközi repülőtér kifutópályájáról május 31-én vasárnap, helyi idő szerint 19:29-kor (22:29 UTC) szállt fel az Airbus

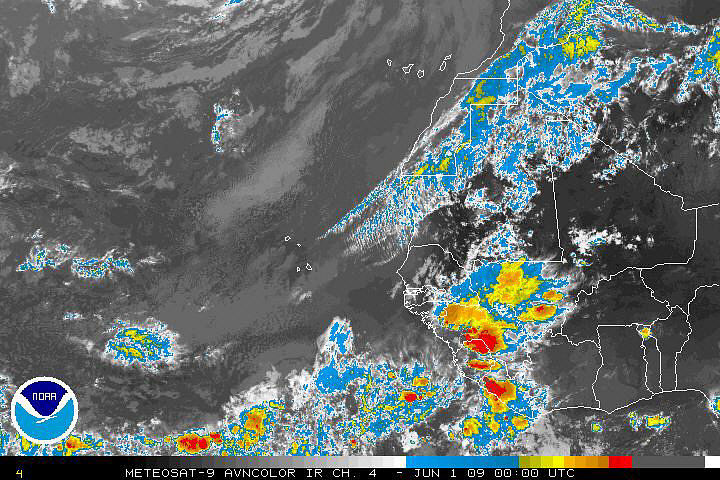
Az Atlanti-óceán műholdas csapadéktérképe, június 1-jén 0:00 UTC-kor, az Egyenlítő közelében heves zivatarokkal

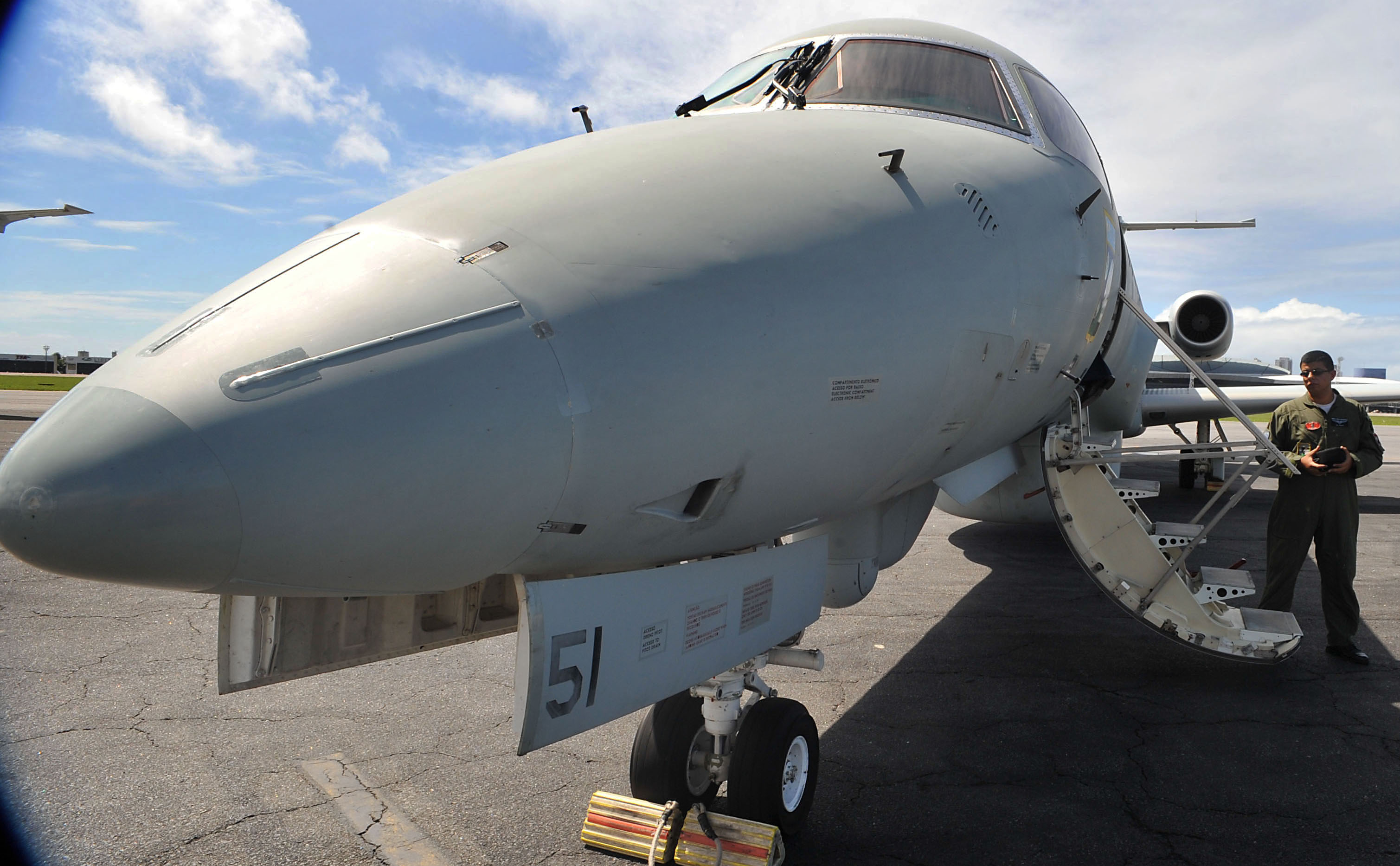
Az eltűnt repülőgép keresésében részt vevő, 6751-es lajstromszámú Embraer R–99B

Az Air France 447-es járatának katasztrófája az Air France Rio de Janeiro és Párizs közötti menetrend szerinti járatával történt 2009. június 1-jén, amikor az F-GZCP lajstromjelű Airbus A330-203 eltűnt az Atlanti-óceán felett, fedélzetén 216 utassal (közülük öt magyarral) és 12 főnyi személyzettel. Ez volt az Airbus A330 első, utasforgalomban elszenvedett, valamint az Air France történetének legnagyobb emberáldozatot követelő katasztrófája.

## Az események sorozata
A repülőgép 2009. május 31-én vasárnap, helyi idő szerint 19:03-kor (22:03 UTC) gurult el a Rio de Janeiro-Galeão nemzetközi repülőtér beszállókapujától és 19:29-kor szállt fel. A párizsi leszállást június 1-jén hétfőn, helyi idő szerint 12:15-re (10:15 UTC) várták a Párizs-Charles de Gaulle repülőtéren. Az Atlantico légiforgalmi irányítás utolsó kapcsolata a géppel párizsi idő szerint 03:33-kor (01:33 UTC) volt, ekkor a pilóták jelentették, hogy a tervezett útvonalon repülnek, 50 perc múlva érnek a szenegáli Dakar légiforgalmi irányítás alatt álló légtérbe.
A brazíliai Recife radar által megfigyelt légteret párizsi idő szerint 3:48-kor (1:48 UTC) hagyta el. A repülőgép 02:00 UTC-kor heves zivataron repült keresztül. Az Airbus a becslések szerint három és fél órányi repülés után tűnt el, 300 km-re a Fernando de Noronha-szigetcsoporttól.

### Időjárás
A repülőgép útja a trópusi konvergenciazónán keresztül, erősen turbulens levegőben, zivatarok környezetében vezetett, a baleset bekövetkeztének idején 100 kilométeren keresztül mezoléptékű konvektív rendszeren repült át, ahol a feláramlás sebessége bizonyos helyeken elérte a 160 kilométer/órát.

### Automata üzenetek

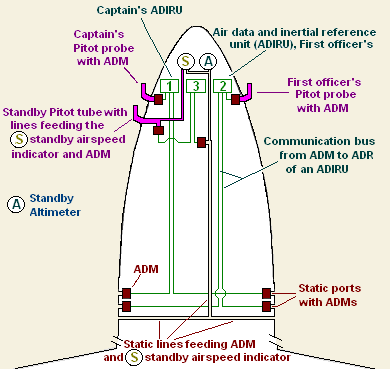
02:10-kor mindhárom Pitot-cső meghibásodik

Ezen időpont után már csak a repülőgép állapotáról tudósító, automatikus diagnosztikai (ACARS) üzeneteket fogtak, amit a műholdas SATCOM rendszerén küldött el az Air France karbantartó központjába. Összesen 24 ilyen üzenet volt, majd a gépnek nyoma veszett.  Az üzenetek alapján megállapítható, hogy előző este,
május 31-én 22:45-kor:
- meghibásodás: Vákuumrendszer vezérlő meghibásodása (38310006VSC    X2, ,,,,,,LAV CONF)

június 1-jén 02:10-kor:
- figyelmeztetés: a robotpilóta lekapcsolódott
- figyelmeztetés: a repülőgép automatikus üzemmódjai közül a normál üzemmódnál kevesebb védelmet biztosító Alternate Law-ba kapcsolt
- figyelmeztetés: A kapitány és az első tiszt elsődleges repülési adat kijelzőjén (PFD) megjelent az Airspeed limit figyelmeztetés (228300206FLAG ON CAPT PFD és 228301206 FLAG ON F/O PFD)
- figyelmeztetés: lekapcsolódik a tolóerővezérlő automatika a tolóerőszabályozásról (223002506AUT FLT A/THR OFF)
- figyelmeztetés: hibát jelez a légi ütközés elkerülő rendszer (TCAS) (344330506NAV TCAS FAULT)
- figyelmeztetés: Levegőhöz mért sebesség hiba jelzése a kapitány és az első tiszt kijelzőjén (2283001006FLAG ON CAPT PFD és 228301106FLAG ON F/O PFD)
- figyelmeztetés: Az oldalkormány kitérítés határoló hibát (működésképtelenséget és automatikusan maximum 10 fokos kitérítés engedélyezésbe átmenetelt) jelez (272302006F/CTL RUD TRV LIM FAULT)
- az elektronikus repülésvezérlő rendszer (EFCS) jelzett karbantartási státuszt (státuszváltozást?) (279045506 MAINTENANCE STATUS)
- Pitot-cső meghibásodást jelzett a második EFCS (34111506EFCS2   1,EFCS1,AFS,,,,,P)
- figyelmeztetés: Az elsődleges repülésvezérlő számítógép (FCPC) meghibásodást jelzett (279333406EFCS1  X2, EFCS2X,,,,,,FC)

02:11-kor:
- figyelmeztetés: útvonaleltérés hibajelzés a kapitány és az első tiszt PFD-jén (341200106FLAG ON CAPT PFD és 341201106FLAG ON F/O PFD)
- meghibásodás: A tartalékműszer készlet (ISIS) meghibásodást jelez (34120006ISIS 1,,,,,,,,ISIS(22FN )
- meghibásodás: A tehetetlenségi referencia (hely és helyzet meghatározás) 2-es egysége hibát jelez (34123406IR2    EFCS1X,IR1,IR3,)
- meghibásodás: Az FMGC (automatikus repülési rendszer) meghibásodott (22833406AFS     1,,,,,FMGKC1(1C )

02:12:
- figyelmeztetés: A légköri (barometrikus) adatok rendszere nem talál egyező légiadat-forrást (a háromból nem maradt két egyező forrás) (34104006NAV ADR DISAGREE)

02:13:
- figyelmeztetés: Az 1. számú elsődleges számítógép hibát jelez (279002506F/ CTL PRIM 1 FAULT)
- figyelmeztetés: Az 1. számú tartalék számítógép hibát jelez (279004006F/ CTL SEC 1 FAULT)

02:14:
- figyelmeztetés: Az ADIRU-k karbantartási státusza változott
- figyelmeztetés: kabinmagasság változási jelzés, azaz az utastér belső túlnyomásának változási sebessége meghaladja az 1800 fpm-et, vagy értéke alacsonyabb, mint a 2700 méter (8800 láb) magassághoz tartozó légköri nyomás értéke) (213100206ADVISORY)

Az időpontok UTC-ben értendők.

### Kutatás-mentés

#### Június 1.
A Brazil Légierő öt repülőgéppel, két helikopterrel a Fernando de Noronha-szigetcsoportról valamint három hajóval, a Francia Haditengerészet három repülőgépe – kettő a partvédelmi és egy a tengerfelügyeleti alakulatoktól – a francia üzemeltetésű Dakar-Ouakam-i 160. légibázisról (Base aérienne 160) kiindulva kezdték meg a keresést. Segítésükre a haditengerészet is hajókat indított a térségbe. A dakari katonai repülőtér és a Fernando de Noronha-szigetcsoport közötti távolság megközelítőleg 2700 km, amit a keresésben részt vevő Atlantique 2 repülőgépek 4,5-5 óra alatt tesznek meg. A spanyol Csendőrség egy CASA CN–235-ös repülőgéppel vett részt a keresésben Cape Verdéről. A Brazil Légierő június 1-jén semmit nem talált, ezért az este leszálltával felfüggesztette a keresést, két gépük, egy infravörös kamerával felszerelt C–130 és egy szintetikus apertúrájú radarral felszerelt Embraer R–99B kivételével.
Franciaország az Amerikai Egyesült Államok felderítő műholdjainak segítségét kérte, de az nem ismert, hogy a holdak ténylegesen besegítettek-e a keresésbe. A ballisztikus rakéták indítását infravörös tartományban figyelő Defense Support Program műholdai észlelhették a szabadon égő kerozint, a Lacrosse műholdak pedig rádiólokátorukkal felfedezhetik a gép még felszínen lévő roncsdarajait. A rádióelektronikai felderítő holdak adatainak elemzése pedig a repülőgép senki által nem érzékelt esetleges rádióforgalmazását fedheti fel.
A katasztrófa feltételezett időpontja után néhány, a környéken járó repülő és hajó látott a lehetséges katasztrófára utaló jeleket. A TAM Linhas Aéreas egy repülőgépének személyzete narancsszínű pontokat vélt látni az óceán felszínén, melyeket okozhatott a tengerfelszínen égő kerozin is, egy francia teherhajó, a Douce France pedig a TAM repülőgép által megjelölt helyszín közelében a felszínen sodródó roncsokat látott.

#### Június 2.
Másnap, június 2-án a Francia Haditengerészet két hajója, a Foudre partraszállító hajó és a Ventôse fregatt a feltételezett lezuhanás körzetébe indultak, majd csak a hét második felében érkeztek meg a területre (a Ventôse legkorábban szombaton érkezik a kutatózónába). A felszíni kutatáshoz később csatlakozott egy francia és két holland kereskedelmi hajó is. Brazil bejelentés szerint kora délután felszínen sodródó roncsdarabokat, többek között repülőgép-üléseket és egy mentőmellényt találtak a Fernando de Noronha-szigetcsoporttól 720 kilométerre északkeletre, a repülőgép tervezett útvonalától 80 kilométerre keletre. A roncsok mintegy 60 kilométerre voltak egymástól, de azt később cáfolták, hogy az Airbushoz tartoztak. Ezek a roncsok még nem azonosíthatták egyértelműen a repülőgépet, azonban a keresési területet nagyban konkretizálták. Az előzetes tervek szerint magyar idő szerint (CEST) 17:00-kor a Francia Légierő egyik E–3 Sentry légtérellenőrző repülőgépe szállt volna fel, amely előbb a dakari repülőtérre települ, majd onnan végez koordinálási repülőfeladatokat és az Airbus feketedobozainak rádiójeleit próbálja meg felfogni. Az indulás azonban némi késést szenvedett, így csak kedd éjszaka indult útnak. Az áttelepülésben egy légi utántöltésre átszerelt C–135FR segítette. Így a francia katonai repülőgépek száma ötre nőtt a térségben, a tengerészet korábbi két Atlantique 2-esével és egy Falcon 50-esével. Az Amerikai Haditengerészet is rendelkezésre bocsátott egy P–3C Orion-t, mely Salvadorban állomásozott, és eredetileg a kábítószercsempészek ellen alkalmazták. A kutatási munkálatok igen rossz időjárási körülmények között zajlanak, amit a fejlett avionikájú repülőeszközök alkalmazásával igyekeznek leküzdeni.
Még ezen a napon a térségbe indult a Pourquoi pas? (jelentése Miért ne?) nevű francia polgári-katonai kutatóhajó, melynek kistengeralattjárói 6000 méteres mélységig képesek lemerülni. Az Atlanti-óceán érintett területén körülbelül 4700 méter a legnagyobb mélység.

#### Június 3.
A Brazil Haditengerészet Grajaú korvettje elérte a repülőgép roncsainak megtalálási helyét. Brazília összesen öt hadihajót küldött a térségbe, a Constituição fregatt és a Caboclo korvett június 4-én ért a területre, a Bosísio fregatt 6-án, az Almirante Gastão Motta tanker 7-én. Lokalizálták és behatárolták a területet, ami egy 5 km-es sávban Brazíliától körülbelül 1300 km-re található. A roncsok MAD-mérések (mágneses anomália detektor) szerint 5-6 ezer méteres mélységben vannak. Alain Bouillard balesetvizsgáló sajtótájékoztatón bejelentette, hogy az időközben kiértékelt, repülőgépről érkező telemetriai adatok szerint kifogástalan műszaki állapotban szállt fel a Rio-i repülőtérről, azonban később már a pilótafülke egyes műszereinek jegesedését mutató adatokat közölt a fedélzeti rendszer az irányítótoronnyal.
A vízfelszínen újabb roncsdarabokat találtak, többek között valószínűleg a repülőgéptörzs oldalának egy 7 méteres darabját, a kedden talált roncsoktól 90 kilométerre délre. Június 5-én az összes addig talált roncsról közölték, hogy nem az eltűnt repülőgéphez tartoznak, majd 6-án ezt visszavonták.
A francia vezérkar szóvivője – Christophe Prazuck fregattkapitány (Capitaine de frégate) – szerint a tenger mélyén lévő roncsokat fel kell hozni a felszínre és ki kell elemezni, hogy valóban a lezuhant gépét találták-e meg. A francia kormány bejelentette, hogy az áldozatok hozzátartozóit az állam költségén szállítják a helyszínre, hogy leróják kegyeletüket.
A párizsi Notre Dame-ban ökumenikus gyászszertartást tartottak az áldozatokért és a túlélőkért. A szertartáson római katolikus, protestáns, ortodox keresztény, zsidó, és muszlim papok is részt vettek. A székesegyházba a családtagokon kívül csak az Air France légitársaság alkalmazottait engedték be. A szertartás kezdetén André Vingt-Trois bíboros, párizsi érsek olvasta fel azt az üzenetet, amelyben XVI. Benedek pápa mély együttérzését fejezte ki a katasztrófában elhunytak családjainak.
A magyar hozzátartozókkal a Külügyminisztérium folyamatos kapcsolatban áll, közölte Mátrai Zsuzsanna külügyi szóvivő.

#### Június 4.
A brazil védelmi miniszter – Nelson Jobim – 4-e hajnali sajtótájékoztatóján az eddigi adatok szerint kizártnak tartja a gép levegőbeni felrobbanását, az egyben zuhant az óceánba, amit a vízfelszínen látható kerozinfoltokkal támasztott alá. Felrobbanás után ezek elégtek volna, illetve a felszínen is égnének, vagy nem lennének láthatóak. Megérkezett a brazil Constituição és a Caboclo is a kutatózónába. Ha megtalálják a repülési adatrögzítőket, azok kielemése csak a Pourquoi pas ? beérkezése után kezdődhet meg, annak tengeralattjáróival. A francia polgári-katonai kutatóhajó a jövő hét elején érkezik meg a helyszínre.

#### Június 5.
A Francia Haditengerészet a térségbe vezényelte az SNA Emeraude Rubis-osztályú atommeghajtású vadász-tengeralattjáróját, mely a tervek szerint a feketedobozok megtalálásában fog segíteni.

#### Június 6.
Kora reggel két férfi utas holttestét megtalálták a brazil kutatóalakulatok kb. 670 km-re északkeletre a Fernando de Noronha-szigetcsoporttól. A sziget Brazília partjaitól 355 km-re északkeletre fekszik. Az egyik utas egy kék repülőgépülésbe volt szíjazva. Az ülésen talált sorozatszám egyezett a gép számával. Más tárgyak is előkerültek, úgymint egy kézitáska, benne egy beszállókártya, egy laptop, több oxigénmaszk, hátizsák. Az Air France megerősítette, hogy a jegy az eltűnt járatra szólt. A jelentés szerint ezeken kívül még más roncsdarabok is úsznak a vizen, ezek feltételezhetően a lezuhant géphez tartoztak.

#### Június 7.
A keresőalakulatok további 14 holttestet és rengeteg személyes tárgyat találtak körülbelül 70 kilométerre attól a helytől, ahonnan a repülőgép az utolsó automata üzenetet küldte. Az utasok személyazonossága egyelőre ismeretlen, ugyanis semmilyen azonosító irat nem volt náluk. Ezeken kívül újabb testeket is láttak, melyekért hajók indultak.

#### Június 7-e után
A kutatás során megtalálták a gép függőleges vezérsíkjának egy nagyobb darabját ill. további holttestek kerültek elő. Az elsőként megtalált holttesteket a hajókról a Fernando de Noronha-szigetekre, onnan pedig a brazíliai Recife városába szállították. Itt kísérletet tettek azonosításukra, majd részletes vizsgálatnak vetették alá őket. A brazil haditengerészet szóvivője közölte, hogy a keresést mindaddig folytatják, míg remény van újabb holttestek és roncsdarabok kiemelésére, de jún. 19-e előtt nem hagyják abba, utána pedig két naponként felülvizsgálják hogy folytatják-e. A tervek szerint a keresést legfeljebb jún. 25-ig folytatják. A keresést a rossz időjárás nehezítette.
A francia haditengerészet SNA Emeraude tengeralattjárója időközben megérkezett a helyszínre és megkezdte a feketedobozok felkutatását. A keresést egy 70 kilométer sugarú körben végezte három felszíni hajó és a tengeralattjáró. Június 22-én az egyik francia kereső hajó észlelte az egyik adatrögzítő jelét. A jel forrásának felkutatása megkezdődött a Pourquoi Pas? kutatóhajó Nautile nevű robotizált mini-tengeralattjárójának segítségével. Később a francia közlekedési minisztérium munkatársa cáfolta a francia lap hírét. A kereső hajó valóban hallott jeleket, de azok nem a keresett adatrögzítőktől származnak. Június 25-én az Air France bejelentette, hogy azonosították a gép kapitányának és az egyik utaskísérőnek a holttestét.
A brazil hadsereg szóvivője június 27-én jelentette be, hogy abbahagyják a kutatást, mivel további maradványok és roncsdarabok megtalálására kevés az esély. A francia hajók folytatják a kutatást a repülési adatrögzítők után.

## A baleset kivizsgálása
A vizsgálatot a civil repülés balesetekkel foglalkozó francia hatóság, a BEA (teljes nevén Bureau d'Enquêtes et d'Analyses pour la sécurité de l'Aviation Civile) végzi. A felállított bizottságot Alain Bouillard vezeti. A francia hatóság az amerikai NTSB-t (National Transportation Safety Board) is felkérte a részvételre. Ennek fő oka az, hogy a szerencsétlenül járt repülőgép néhány fontos elemét amerikai vállalatok gyártják. Ilyen vállalat a General Electric (a hajtóművet szállították) és a Honeywell (elektronikai részegységek). A bizottság munkájában részt vesznek az Air France és az Airbus vállalat szakértői is. A vizsgálat kezdeti szakaszában a roncsok és az emberi maradványok felkutatására összpontosítottak. Továbbra is kiemelt fontosságú feladat a fedélzeti adat- és hangrögzítő berendezések (a feketedobozok) megtalálása. Azonban kevés reményt látnak erre, egyrészt, mert a katasztrófa helye sem ismert, másrészt, mert az óceán mélysége a környéken néhány helyen eléri a 6000 métert is, feneke pedig nagyon egyenetlen.
A katasztrófával kapcsolatban kevés tényszerű adat áll rendelkezésre:
- A gép repülési útvonalán az Egyenlítő környékén erős viharzóna és turbulens áramlások voltak[6]
- A repülőgép által küldött üzenetek alapján kijelenthető, hogy a sebesség mérése során inkonzisztencia lépett fel, azaz a repülési sebesség mérése hibás volt[34]
- Az Airbus A330 függőleges vezérsíkja csaknem sértetlenül, egy darabban került elő
- Az óceánban megtalált holttestek vizsgálata során megállapították, hogy az áldozatok tüdejében nincs tengervíz, testükön égésnyomok nem láthatóak, valamennyiük többszörös csonttörést szenvedett. Továbbá az eddig megtalált áldozatok nagy területen szóródtak szét[35]

A vizsgálóbizottság azt is közölte, hogy az Airbus A320/A330/A340 modellek egyik fajta Pitot-csövével már korábban is voltak problémák, ugyanis nagy magasságban hajlamosak voltak a jegesedésre. Emiatt az Airbus vállalat új szenzorokat fejlesztetett ki és a korábbiak cseréjét ajánlotta ügyfeleinek. Az Air France közölte, hogy a problémás érzékelők cseréjét 2009. április 27-én kezdte meg az A330-as flottáján, de a szerencsétlenül járt gépen még nem végezték el. Ugyanakkor a Pitot-cső pontos szerepe a katasztrófában – a túl kevés konkrét adat miatt – egyelőre tisztázatlan. Sajtótájékoztatón elhangzott még az is, hogy az eddigi adatok alapján az állapítható meg, hogy a gép induláskor műszakilag teljesen rendben volt.
2011. április 6-án a BEA egy sajtótájékoztatón bejelentette, hogy közel kétéves kutatás után a gép utolsó feltételezett helyzetétől nagyjából tíz kilométerrel északra megtalálták az utastér egyik egybefüggő roncsdarabját, benne számos holttestet. Egy Remus 6000 típusú távirányított tengeralattjáróval a 600 × 200 méteres roncsmezőről magas felbontású fekete-fehér képek készültek. A gép maradványainak megtalálásával megnőtt a repülési adatrögzítők felfedezésének lehetősége.
2011. április végén megtalálták a gép egyik feketedobozát. 3900 méter mélyen, mélytengeri kutatásokra használt robot segítségével találták meg a szerkezetet, ami a repülési adatokat tartalmazza.

### Lehetséges okok
A kevés adat miatt sok spekuláció látott napvilágot.
- A repülőgép által küldött automatikus üzenetek arra utalnak, hogy a gép sebességét mérő Pitot-csővel gondok voltak. A műszer feltételezések szerint hibás adatokat közölt a pilótákkal, akik ezen adatok alapján túl nagy sebességgel repülhettek a géppel. Az erős viharban a túl nagy sebesség erős rázkódást okozhatott, ami a gép széteséséhez vezetett.
- Az a tény, hogy az áldozatok tüdejében nem találtak tengervizet, ill. hogy nagy területen szóródtak szét azt a feltételezést erősíti, hogy a gép a levegőben darabokra tört. Ezt a megállapítást tovább erősíti az, hogy a függőleges vezérsík egy darabban került elő. Ha egy repülőgép egy darabban vízfelületnek csapódik, akkor rendszerint apró darabokra törik egész sárkányszerkezete.
- Az égésnyomok hiánya a holttesteken és az előkerült roncsdarabokon valószínűtlenné teszi, hogy tűz ütött volna ki vagy robbanás történt volna a fedélzeten.
- A gép teljesen elektronikus irányítású („Fly by wire”), de elektronikus irányítórendszere négyszerezett, és a repülőgép fém szerkezete megvédi az elektromos impulzusoktól. A rendszer meghibásodása esetén a repülőgép korlátozott mértékben mechanikusan is kormányozható. A számítógépes vezérlőrendszer gondoskodik arról is, hogy a pilóták ne hajthassanak végre olyan manővert, ami a repülés stabilitásának elvesztésével, vagy a repülőgép szerkezetének túlterhelésével járhat. Amennyiben a számítógépes vezérlőrendszer meghibásodik, a hiba mértékétől függően ezek a biztonsági berendezések is egyre kevésbé működnek, a mechanikus vezérlés esetén teljesen ki is iktatódnak, ez a turbulens levegőben vezethetett olyan repülési helyzethez, amelyben a repülőgép átesett, vagy a sárkány egyes szerkezeti elemei eltörtek.[38]  Az American Airlines 587-es járatának katasztrófáját hasonló ok idézte elő, akkor az Airbus A300-as függőleges vezérsíkja tört le egy előtte haladó Boeing 747 által okozott turbulencia és egy túl intenzív kormánymozdulat együttes következményeként.
- 2008. október 7-én a Qantas 72-es járatát repülő A330-as a számítógép meghibásodása (egyenes repülés közben úgy érzékelte, hogy a pilóta hirtelen, meredek szögben emelkedni próbál, amit korrigált) miatt hirtelen süllyedést hajtott végre, amelyből sikerült a gépet kivenni, de az utasok és a személyzet tagjai közül több mint 100 fő megsérült, 12-en súlyosan.[39] Hasonló meghibásodás viharos időben sokkal súlyosabb következményekkel járhat.
- A repülőgép utazómagasságán az utazósebesség be nem tartása is okozhatta a katasztrófát. Viszonylag nagy magasságon, ritka levegőben repülve az átesési sebesség magas, a hangsebesség viszont alacsony, a repülőgép e két sebességérték közötti tartományban repülhet (maximális sebessége 0,86 Mach). Ennél kisebb sebesség esetén átesés, nagyobb sebesség esetén a sárkányszerkezet sérülése következik be. A zivatarban lévő erős turbulencia és szélnyírás ebben az esetben tovább nehezíti a helyzetet.
- Nagyon erős turbulencia okozhatott végzetes sérüléseket.
- Terrorizmusra utaló jelekre eddig nem bukkantak. A gép rendszereinek több percen át tartó tönkremenetele és az óceán felszínén lévő (el nem égett) olajfolt valószínűtlenné tesz bármilyen robbantást.
- Az Airbus A330 biztonságos repülőgép (15 év alatt egyetlen példánya zuhant le, az is berepülőpilóták kiképzése közben, utasok nélkül). Az F–GZCP lajstromjelű (MSN 660 gyártási számú) repülőgépet 2005 áprilisában gyártották, 2500 repülés alatt 18 800 órát repült.[40] A gép kapitányának 11 000 repült órája volt, 21 éve volt az Air France pilótája.[41]
- A szakértők több, egyenként nem végzetes hiba egyidejű bekövetkeztét valószínűsítik.

### Végső következtetés
2011 decemberében nyilvánosságra hozták a gép feketedobozával rögzített beszélgetést, ami a pilótafülkében hangzott el a lezuhanás előtt. A rögzített adatok és a beszélgetés alapján a katasztrófának több oka volt. A gép sebességét mérő Pitot-csövek a fűtés ellenére elfagytak. A számítógépes rendszer a hibás sebességadatok miatt kikapcsolta az automata vezérlést, majd nem sokkal később kikapcsolta az emberi hibás kormánymozdulatok elleni védelmet. A gép sebessége lecsökkent, a gép a kis sebesség miatt átesett és zuhanni kezdett, amiből a pilóták nem tudták kivenni, mivel nem voltak felkészítve ilyen helyzetre. A gép pár perc alatt a tengerbe csapódott.
2023. április 18-án egy párizsi büntetőbíróság – az érintett családok felháborodását kiváltva – felmentette a büntetőjogi felelősség alól az Air France légitársaságot és az Airbus repülőgépgyártót is. Az ítélet szerint az elkövetett emberi mulasztások nem hozhatók biztos kapcsolatba a katasztrófával.

## Eltűnt utasok
A párizsi Notre Dame-ban ökumenikus gyászszertartást tartottak az áldozatokért és az esetleges túlélőkért.
2009. november 7-én Rio de Janeiróban és a tengeren megemlékezést tartottak az áldozatok hozzátartozói, később emlékhelyet alakítanak ki az Air France 447-es járatának emlékére.
Az áldozatok több száz hozzátartozója vett részt a Rio de Janeiróban tartott kegyeleti megemlékezésen. A hozzátartozók kérésére a sajtó nyilvánossága nélkül megtartott megemlékezésen francia és brazil hivatalos személyek és a francia légitársaság vezetői is részt vettek – közölte az Air France. "Méltósággal és érzelemmel teljes szertartás volt, amelyen a családok kifejezhették gyászukat" – mondta Alain Joyandet francia együttműködési államtitkár.
Az ökumenikus szertartást a Mirante do Leblon villanegyed egyik kilátóteraszánál tartották mintegy 500 hozzátartozó és több mint 100 Air France alkalmazott jelenlétében. Egy kristálysztélét lepleztek le, amelyre az áldozatokat jelképező, az óceán felett repülő 228 fecskét véstek. Az emlékezés végén a családok hajóra szálltak és virágot szórtak a tengerbe.
A családokat tömörítő szövetség levélben kért további tájékoztatást a kutatásról és az áldozatok családjainak a biztosítók által már kifizetett több mint 17 ezer eurós kárpótlásokról.
A 447-es járat fedélzetén 12 tagú személyzet és 216 utas (1 csecsemő, 7 gyerek, 82 nő és 126 férfi) utazott. Az 58 éves kapitány, aki 1988-ban csatlakozott az Air France-hez, 11 000 óra repülést tudhatott maga mögött és két másodpilótája is tapasztaltnak volt mondható. A személyzetből 11 francia, egy pedig brazil állampolgár volt.
Az Air France által 2009. június 1-jén közzétett hivatalos lista szerint az utasok legtöbbje francia, brazil és német állampolgár volt. Harminchárom ország állampolgára utazott a gépen, többen kettős állampolgárok.
A magyar eltűntek között volt Szarvas Rita konduktor, a mozgássérült gyerekek nevelésével foglalkozó Pető Intézet munkatársa, aki brazíliai kiküldetéséből volt hazatérőben. Vele utazott hétéves gyermeke, Buslig-Szarvas András és barátja, Gallasz József, a Kispál és a Borz együttes korábbi menedzsere. Társaságukban volt egy komlói 11 éves kisfiú, Notheisz Arnold is  akit jó tanulmányi eredményei miatt jutalomból vittek Brazíliába a nagynénjéhez, aki szintén konduktor.
A hírügynökségek jelentése szerint magyar nemzetiségű a harmadik szlovákiai utasa a repülőgépnek. A pozsonyi Új Szó című lap szerint a 34 éves, ipolyfödémesi Gergely Arnold. Öt éve Írországban dolgozott az Aer Lingus légitársaság alkalmazottjaként.
Az Atlanti-óceánba zuhant Airbus 228 utasa közül 2009 szeptemberéig 50 embert sikerült azonosítani.

### Nevezetes utasok

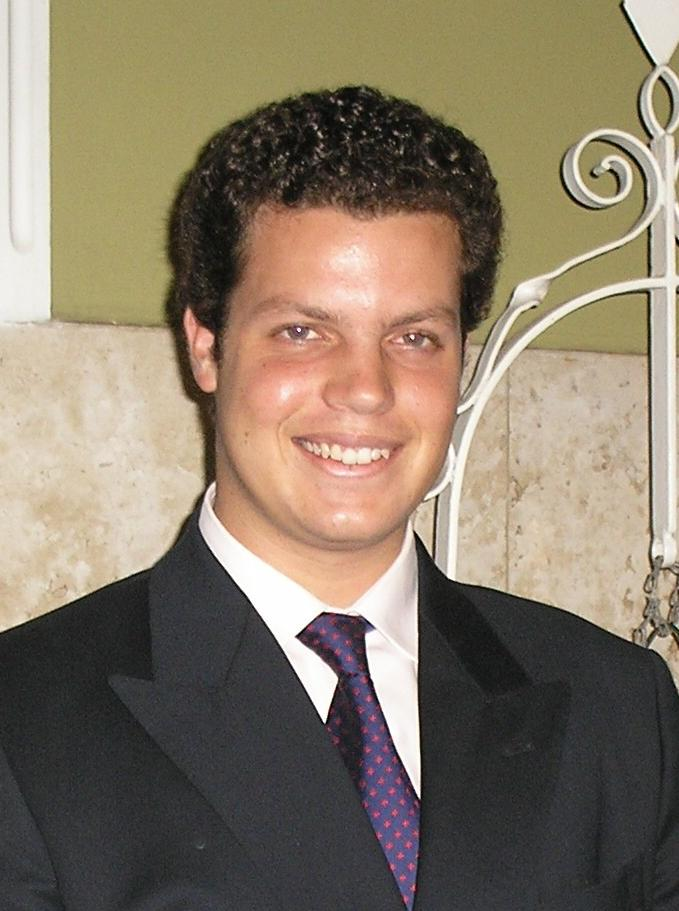
Orléans-Braganzai Péter Lajos herceg a légi katasztrófát szenvedett gép utasa volt

Brazília megerősítette, hogy a gépen tartózkodott Orléans-Braganzai Péter Lajos herceg, aki az utolsó brazil császár, II. Péter leszármazottja.
| Állampolgárság                                                       | Utasok  | Személyzet | Összesen |
| -------------------------------------------------------------------- | ------- | ---------- | -------- |
| FRA                                                                  | 61      | 11         | 72       |
| BRA                                                                  | 58 (57) | 1          | 59 (58)  |
| GER                                                                  | 28      | —          | 28       |
| ITA                                                                  | 9       | —          | 9        |
| PRC                                                                  | 9       | —          | 9        |
| CHE                                                                  | 6       | —          | 6        |
| LBN                                                                  | 5       | —          | 5        |
| GBR                                                                  | 5       | —          | 5        |
| HUN                                                                  | 4       | —          | 4        |
| IRL                                                                  | 3       | —          | 3        |
| NOR                                                                  | 3 (4)   | —          | 3 (4)    |
| SVK                                                                  | 3       | —          | 3        |
| MAR                                                                  | 2       | —          | 2        |
| POL                                                                  | 2       | —          | 2        |
| ESP                                                                  | 2       | —          | 2        |
| USA                                                                  | 2       | —          | 2        |
| ARG                                                                  | 1       | — (1)      | 1 (2)    |
| AUT, BEL, CAN, HRV, DEN, EST, GAB, ISL, PHL, ROU, RUS, SWE, ZAF, TUR | 1       | —          | 1        |
| NLD                                                                  | 1 (2)   | —          | 1 (2)    |
| KOR                                                                  | (1)     | —          | (1)      |
| Összesen                                                             | 216     | 12         | 228      |